# Anselmo Rojo
Anselmo Rojo (San Juan, Virreinato del Río de la Plata, 21 de abril de 1799 - San Miguel de Tucumán, Argentina, 20 de marzo de 1869) fue un militar argentino, líder del partido unitario que ayudó al presidente Bartolomé Mitre a imponer el régimen liberal en las provincias del norte de su país.

## Primeras campañas
Hijo del diputado unitario por San Juan Tadeo Rojo y de Gertrudis Frías, cursó algunos estudios en la Universidad de Córdoba que no completó.
Se incorporó a las milicias provinciales a los 18 años, y luchó en la guerra civil en las provincias de Cuyo en 1821, incluyendo los combates de Jocolí y Punta del Médano. Formó parte de las fuerzas que, al mando de José María Pérez de Urdininea, debían hacer una campaña al Alto Perú. Con esa división, en 1825 participó en la campaña del gobernador salteño Arenales al Alto Perú. Permaneció en San Juan, dedicado a sus negocios.
Se incorporó al ejército del general José María Paz en 1829, días después de la batalla de San Roque, como jefe de la escolta del gobernador y con el grado de capitán. Participó en la batalla de La Tablada, en la campaña del coronel Juan Esteban Pedernera en la sierra, y en la batalla de Oncativo. Se trasladó a San Juan y apoyó al gobernador unitario, destacándose por la dureza con que reprimió una sublevación de cuartel. En 1831 pasó a Mendoza como jefe de las fuerzas sanjuaninas que pelearon en la derrota de Rodeo de Chacón y regresó a Córdoba.
Peleó como teniente coronel en La Ciudadela y se exilió en Bolivia. Se estableció en Cinti y se hizo amigo de otros emigrados unitarios, entre ellos Wenceslao Paunero, Indalecio Chenaut y los tucumanos Segundo Roca y Javier López.

## La Coalición del Norte
Regresó al país para ponerse a órdenes del general Alejandro Heredia cuando estalló la guerra entre la Argentina y Bolivia, pero no participó en ella sino que se encargó de mantener el orden en la ciudad de Salta. En 1839 se casó con la sobrina del general Rudecindo Alvarado, y desde entonces se radicó en Salta.
Apoyó enérgicamente la unión de Salta a la Coalición del Norte. Fue ascendido a coronel y formó varios contingentes de soldados, que casi no llegaron a actuar. En abril de 1841 fue enviado ante el presidente boliviano a pedir ayuda para la guerra contra Juan Manuel de Rosas, pero no tuvo éxito. Tras el fracaso de la Coalición se exilió en Tupiza, desde donde conspiró y organizó invasiones a las provincias de Salta y Tucumán, todas las cuales fracasaron, incluyendo la única en la que participó personalmente, de 1845.
Difundió por toda Bolivia el libro “Facundo” de Sarmiento, que tuvo gran repercusión convenciendo a los lectores de que Rosas era un tirano. Ayudó a Juan Crisóstomo Álvarez a invadir Tucumán en 1852, y por no participar se salvó de morir fusilado como el tucumano.

## En la Confederación
Regresó a Salta a fines de 1853, y fue nombrado jefe de Estado Mayor del ejército provincial de Santiago del Estero, dirigido por su amigo Antonino Taboada. Se encargó de darles organización militar a sus fuerzas, que no pasaban de montoneras, y a su frente participó en las victorias de Tacanitas y Los Laureles, obteniendo el grado de coronel. El cura José María del Campo lo nombró jefe del ejército tucumano, y más tarde lo hizo su ministro de gobierno.
Fue elegido gobernador de Tucumán en marzo de 1856, pero asumió un mes después, acompañado por Uladislao Frías como ministro de Gobierno y Hacienda. Lo primero que tuvo que hacer fue reprimir la revolución dirigida por los hermanos Posse, amigos de Campo. Tuvo éxito y fue ascendido a general; gestionó un tratado con los gobiernos de las provincias de Salta y Jujuy para la creación de un tribunal federal común entre estas tres provincias, que no llegó a aplicarse. Sólo duró cinco meses en el cargo, y renunció en septiembre.
Fue elegido gobernador de Salta en octubre de 1860, apoyado por los unitarios, especialmente por la poderosa familia Uriburu. Desde ese cargo ayudó al gobierno de la provincia de Buenos Aires a imponer por la fuerza el liberalismo en el interior del país. Pero no tuvo éxito en su provincia y renunció, siendo suplantado por el federal José María Todd.

## Después de Pavón
Después de la batalla de Pavón, las fuerzas porteñas invadieron el interior con la intención de cambiar a todos los gobiernos que no fueran adictos. El gobernador santiagueño Manuel Taboada convenció al jefe porteño, Bartolomé Mitre, de enviar sus fuerzas a Córdoba y Cuyo. Taboada se dedicó a reemplazar a los gobiernos federales en Catamarca, Tucumán y Salta por otros liberales. El enviado de Mitre, doctor Marcos Paz, colocó en el gobierno de Salta a Rojo, que asumió en marzo de 1862. Reunió una legislatura adicta y renunció en mayo. Fue elegido senador nacional por la provincia de Salta y viajó a Buenos Aires.
A poco de llegar fue enviado a Catamarca, convulsionada por la lucha entre los unitarios amigos de Taboada, el gobernador electo Ramón Rosa Correa, y los de Del Campo, el gobernador interino Moisés Omill, quien negándose a ceder el puesto y tras haber batido a su adversario, acababa de ser derrocado por la "Revolución de las Mujeres", liderada por Eulalia Ares. Rojo se impuso y confirmó a Correa como gobernador, proclamando que había llegado la paz a Catamarca; no fue así: la provincia continuó en convulsión política constante durante más de cinco años. En ese momento estalló el segundo alzamiento del Chacho Peñaloza en La Rioja, que avanzó hacia el norte. Taboada y Del Campo salieron a su encuentro, sin dejar de pelearse entre ellos; anticipándose a un choque interno, Mitre nombró jefe de las fuerzas nacionales a Rojo. Éste reprimió un alzamiento de tropas en Tucumán, permitió a Taboada saquear a su gusto la ciudad y provincia de La Rioja, y luego regresó a Santiago.
En febrero de 1864 fue nombrado comandante en jefe de la división de ejército de las provincias del noroeste. Al año siguiente se le encargó reunir tropas para la guerra de la Triple Alianza contra el Paraguay, cosa que hizo con cierta eficacia. Dado que los supuestos “voluntarios” no querían ir a la guerra, los reprimió con crueldad, ejecutando a varios de ellos.
A principios de 1867 dejó el cargo a Taboada y regresó a Buenos Aires, donde se reincorporó al Senado: si bien nunca había ejercido el cargo de senador, tampoco había renunciado. Lo primero que hizo fue pedir una licencia por enfermedad y regresar a Tucumán.
Falleció en su casa de la calle Mendoza 451, de San Miguel de Tucumán, el 20 de marzo de 1869.
Años más tarde, su hija Alcira donó la casona tucumana donde vivió y murió el general a una fundación, que posteriormente pasó a ser el Hogar Anselmo Rojo, de la Sociedad de Beneficencia de Tucumán, dedicado al cuidado de mujeres mayores. En 1890, su hijo Eduardo donó las tierras en el partido de San Nicolás (provincia de Buenos Aires) en las que se edificó el pueblo de General Rojo.
Está sepultado en el Cementerio del Oeste de Tucumán.